# Leia decora
Leia decora är en tvåvingeart som först beskrevs av Friedrich Hermann Loew 1870.  Leia decora ingår i släktet Leia och familjen svampmyggor. Inga underarter finns listade i Catalogue of Life.